# Battaglia di Quilacura
La battaglia di Quilacura fu un conflitto combattuto nel corso della guerra di Arauco. Si trattò di uno scontro notturno, svoltosi a quattro leghe dal Bío Bío tra la spedizione spagnola di Pedro de Valdivia ed un gruppo di guerrieri Mapuche guidati da Malloquete, l'11 febbraio 1546.

## Campo di battaglia
Valdivia dice di aver viaggiato quattro leghe per raggiungere il Bio-Bio il giorno seguente alla battaglia. Vivar dice che la propria spedizione arrivava dal nord avendo attraversato l'Itata, e Valdivia dice che viaggiarono 10 leghe oltre il punto della battaglia. Vivar che il giorno seguente si mossero quattro leghe per raggiungere la valle del fiume Andalien, e le rive del Bio-Bio, e quindi il luogo della battaglia era presumibilmente a nord-est del Bio-Bio. Lobera.